# 浅見與一右衛門
浅見 與一右衛門（浅見 与一右衛門、あさみ よいちえもん、1843年11月26日（天保14年10月5日） - 1924年（大正13年）3月21日）は、明治時代・大正時代の実業家であり政治家。美濃国恵那郡岩村（現・岐阜県恵那市岩村町）出身。

## 来歴・人物
浅見家は岩村藩初代藩主松平家乗が慶長6年(1601年)に転封の際に上野国那波から随行して来たといわれ、累代の当主は、岩村藩の御用達職、庄屋、問屋職などを勤め、藩の財政を支えていた。與一右衛門は浅見家9代目当主にあたる。幕末から明治の変動期に岩村町の再建に尽力し、また岐阜県議会議長や衆議院議員を歴任した。
また、私財を投じて1906年（明治39年）には岩村・大井間に電気鉄道の岩村電気軌道を開通させた。
その偉業をたたえ、岩村城址公園に銅像、大井町中央通りに顕彰碑が建てられている。東京大学名誉教授の浅見與七は三男。

## 年譜
- 1843年（天保14年）岩村で出生[1]。
- 1865年（慶応元年）家督を相続。翌年町庄屋となり、以後戸長、郡会議員、県会議員、衆議院議員を歴任
- 1878年（明治11年）多治見の西浦円治らと伴に、多治見第四十六銀行を設立、取締役となり自宅に岩村支店を開設する。また養蚕伝習所を設置、蚕の飼育法を伝習させ製糸業の振興を図る。
- 1879年（明治12年）岐阜県の県会議員となる。
- 1882年（明治15年）岩村町から土岐郡稲津村を経て名古屋街道に接する岩村街道の開削を発起、明治17年（1884年）開通させ沿道町村などの交通・産業の開発に貢献する。
- 1887年（明治20年）岐阜県の県会議長となる。
- 1893年（明治26年）第3回衆議院議員総選挙・第4回衆議院議員総選挙で当選。自由党員として尾崎行雄らと政界で活躍する。
- 1903年（明治36年）明治時代の交通形態の変化で衰退する岩村城下町を復興するため私財を投げ打ち、岩村電気軌道株式会社を設立。岩村町と当時の国鉄中央本線との連結を図る。
- 1906年（明治39年）資金不足、日露戦争勃発、大水害など幾多の困難を克服して岩村～大井（現在の恵那駅）に全国で13番目の電気鉄道(岩村電気軌道)を開通させた。
- 1920年（大正9年）岩村電気軌道を矢作水力株式会社と合弁、矢作水力株式会社電気軌道と改称。
- 1924年（大正13年）死去[1]。